# آزن (آرکانزاس)
آزن (آرکانزاس) (به انگلیسی: Ozan, Arkansas) یک شهر در ایالات متحده آمریکا با جمعیت ۸۵ نفر است که در آرکانزاس واقع شده‌است.

## موقعیت جغرافیایی
موقعیت جغرافیایی شهرها و مناطق اطراف به شرح زیر است: